# جواو كابيبيريبي
جواو كابيبيريبي (من مواليد 6 مايو 1947) سياسي برازيلي. عضو مجلس الشيوخ في الفترة من 29 نوفمبر 2011 إلى 1 فبراير 2019.
شغل كابيريبي منصب الحاكم من 1 يناير 1995 إلى 1 أبريل 2002. واستقال لتمرير نطاق الحكومة لنائب الحاكم دالفا فيغيريدو من حزب العمال للترشح لمجلس الشيوخ.